# Рібера-де-Арріба
Рібера-де-Арріба (ісп. Ribera de Arriba, аст. La Ribera) — муніципалітет в Іспанії, у складі автономної спільноти Астурія. Населення — 1973 осіб (2009).
Муніципалітет розташований на відстані близько 370 км на північний захід від Мадрида, 6 км на південний захід від Ов'єдо.
Муніципалітет складається з таких паррокій: Феррерос, Паломар, Переда, Сото-де-Рібера, Тельєго.

## Демографія
Динаміка населення (INE ):

## Галерея зображень

Розташування муніципалітету
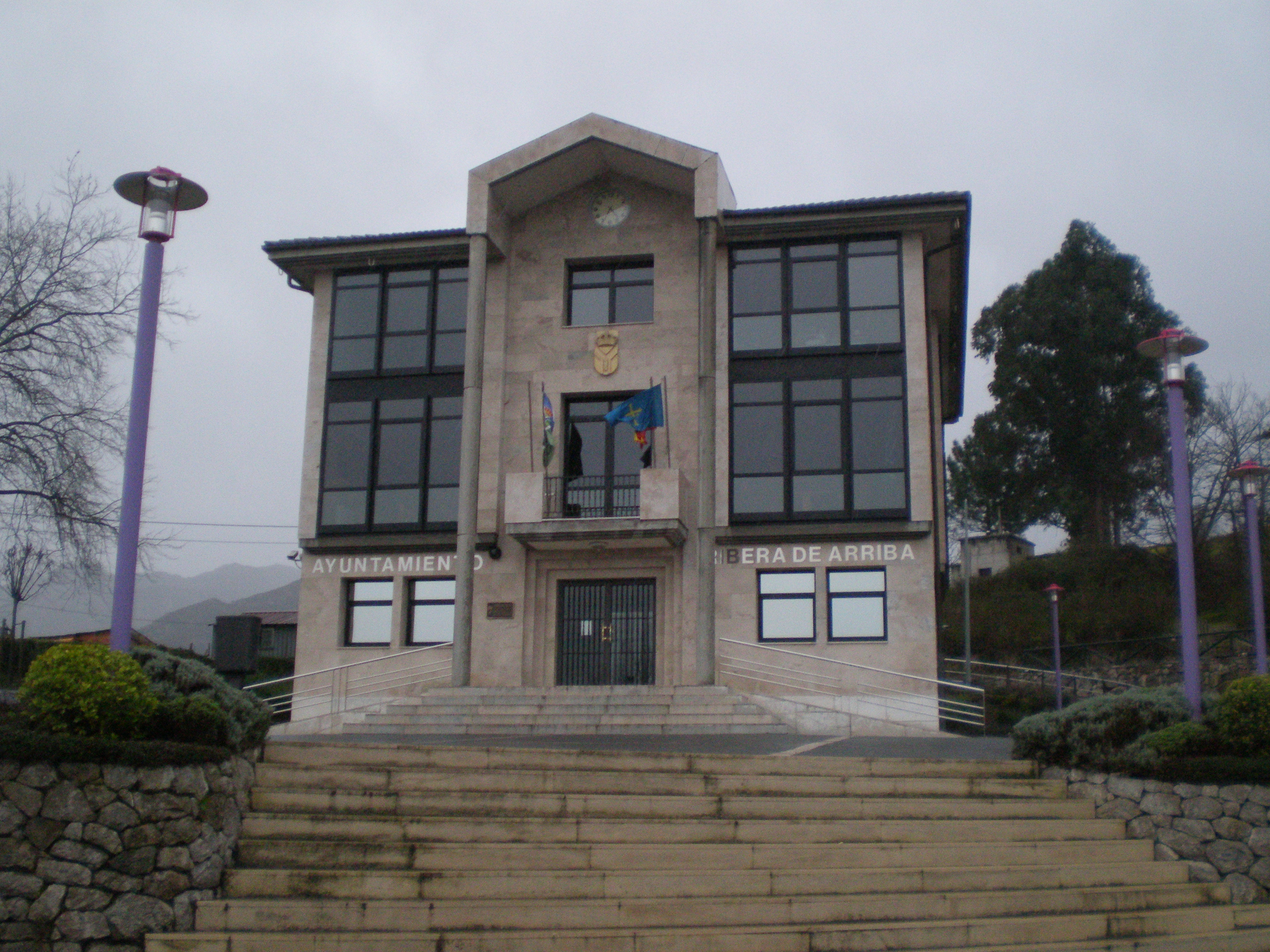
Муніципальна рада